# Liste d'espèces de poissons décrites entre 2006 et 2010
De nouvelles espèces vivantes sont régulièrement définies chaque année.
L'apparition d'une nouvelle espèce dans la nomenclature peut se faire de trois manières principales :
- découverte dans la nature d'une espèce totalement différente de ce qui est connu jusqu'alors,
- nouvelle interprétation d'une espèce connue qui s'avère en réalité être composée de plusieurs espèces proches mais cependant bien distinctes. Ce mode d'apparition d'espèce est en augmentation depuis qu'il est possible d'analyser très finement le génome par des méthodes d'étude et de comparaison des ADN, ces méthodes aboutissant par ailleurs à des remaniements de la classification par une meilleure compréhension de la parenté des taxons (phylogénie). Pour ce type de création de nouvelles espèces, deux circonstances sont possibles : soit une sous-espèce déjà définie est élevée au statut d'espèce, auquel cas le nom, l'auteur et la date sont conservés, soit il est nécessaire de donner un nouveau nom à une partie de la population de l'ancienne espèce,
- découverte d'une nouvelle espèce par l'étude plus approfondie des spécimens conservés dans les musées et les collections.

Ces trois circonstances ont en commun d'être soumises au problème du nombre de spécialistes mondiaux compétents capables de reconnaître le caractère nouveau d'un spécimen. C'est une des raisons pour lesquelles le nombre d'espèces nouvelles chaque année, dans une catégorie taxinomique donnée, est à peu près constant.
Pour bien préciser le nom complet d'une espèce, le (ou les) auteur(s) de la description doivent être indiqués à la suite du nom scientifique, ainsi que l'année de parution dans la publication scientifique. Le nom donné dans la description initiale d'une espèce est appelé le basionyme. Ce nom peut être amené à changer par la suite pour différentes raisons.
Dans la mesure du possible, ce sont les noms actuellement valides qui sont indiqués, ainsi que les découvreurs, les pays d'origine et les publications dans lesquelles les descriptions ont été faites.

## 2006

### Espèces vivantes décrites en 2006
- Etmopterus burgessi Silva et Ebert, 2006

Requin dalatiidé.
- Orectolobus hutchinsi Last, Chidlow et Compagno, 2006

Requin orectolobidé découvert en Australie.
- Haploblepharus kistnasamyi Human et Compagno, 2006

Requin scyliorhinidé.
- Holohalaelurus favus Human, 2006

Requin scyliorhinidé.
- Holohalaelurus grennian Human, 2006

Requin scyliorhinidé.
- Mustelus ravidus White et Last, 2006

Requin triakidé.
- Mustelus widodoi White et Last, 2006

Requin triakidé.
- Rhinobatos jimbaranensis Last, White et Fahmi, 2006

Rhinobatidé découvert en Indonésie.
- Rhinobatos penggali Last, White et Fahmi, 2006

Rhinobatidé découvert en Indonésie.
- Notoraja hirticauda Last et McEachran, 2006

Rajidé.
- Antigonia socotrae Parin et Borodulina, 2006

Caproïdé découvert au Yémen.
- Otocinclus batmani Lehmann, 2006

Silure loricariidé découvert en Colombie et au Pérou. Son épithète spécifique fait allusion au personnage de Batman.
- Labeo fulakariensis Tshibwabwa, Stiassny et Schelly, 2006

Cyprinidé découvert en République du Congo.
- Rutilus panosi Bogutskaya et Iliadou, 2006

Gardon découvert dans le bassin de l'Acheloos en Grèce.
- Metriaclima flavifemina Konings et Stauffer, 2006

Cichlidé découvert dans le lac Malawi.
- Symphysodon tarzoo

Espèce de discus (Cichlidés) découvert en Amazonie brésilienne.
- Nanochromis wickleri Schliewen et Stiassny, 2006

Cichlidé découvert en République démocratique du Congo.
- Pseudolaguvia ferula Ng, 2006

Téléostéen éréthistidé découvert en Inde.
- Sternarchorhynchus gnomus Taphorn et de Santana, 2006

Apteronotidé découvert dans le bas Caroni au Venezuela
- Akysis longifilis Ng, 2006

Silure akysidé découvert au Myanmar
- Delturus brevis Reis, Pereira et Armbruster, 2006

Loricariidé 
- Ericandersonia sagamia Shinohara et Sakurai, 2006

Zoarcidé abyssal découvert au Japon
- Icelus sekii Tsuruoka, Munehara et Yabe, 2006

Cottidé découvert à Hokkaido au Japon.
- Aphanius saourensis Blanco, Hrbek et Doadrio, 2006

Cyprinodontidé .
- Aphanius isfahanensis Hrbek, Keivany et Coad, 2006

Cyprinodontidé
- Aphanius opavensis Gaudant, 2006

Cyprinodontidé
- Schistura nagodiensis Streekantha, Gurujata, Remadevi, Indra et Ramachandra, 2006

Balitoridé découvert en Inde.
- Schistura sharavathiensis Streekantha, Gurujata, Remadevi, Indra et Ramachandra, 2006

Balitoridé découvert en Inde.
- Anostomoides passionis Santos et Zuanon, 2006

Anostomidé découvert au Brésil.
- Betta antoni Tan et Ng, 2006

Osphronémidé découvert à Bornéo.
- Betta compuncta Tan et Ng, 2006

Osphronémidé découvert à Bornéo.
- Betta ideii Tan et Ng, 2006

Osphronémidé découvert à Bornéo.
- Betta krataios Tan et Ng, 2006

Osphronémidé découvert à Bornéo.
- Betta mandor Tan et Ng, 2006

Osphronémidé découvert à Bornéo.
- Betta uberis Tan et Ng, 2006

Osphronémidé découvert à Bornéo.
- Astyanax henseli Melo et Buckup, 2006

Characidé.
- Moenkhausia pankilopteryx Bertaco et Lucinda, 2006

Characidé.
- Rivulus gaucheri Keith, Nandrin et Le Bail, 2006

Rivulidé découvert en Guyane française
- Cryothenia amphitreta Cziko et Cheng, 2006

Notothéniidé découvert dans l'Antarctique.

### Espèces fossiles (2006)
- Tiktaalik roseae Daeschler, Shubin et Jenkins, 2006

Sarcoptérygien découvert dans le Dévonien du Canada.
- Acrosqualiolus mirus Adnet, 2006

Dalatiidé découvert dans l'Éocène des Landes (France) 
- Eosqualiolus aturensis Adnet, 2006

Dalatiidé .
- Scymnodalatias cigalafulgosii Adnet, 2006

Dalatiidé .
- Coupatezia miretrainensis Adnet, 2006

Dasyatidé. ). L'épithète spécifique rappelle la carrière de Miretrain à Angoumé (Landes) .
- Orthechinorhinus pfeili Adnet, 2006

Échinorhinidé .
- Etmopterus cahuzaci Adnet, 2006

Etmoptéridé .
- Paraetmopterus nolfi Adnet, 2006

Etmoptéridé .
- Hemiscyllium tailledisensis Adnet, 2006

Hémiscyllidé .
- Hexatrygon senegasi Adnet, 2006

Hexatrygonidé .
- Aturobatis aquensis Adnet, 2006

Myliobatiforme .
- Woellsteinia kozlovi Adnet, 2006

Odontaspididé .
- Orectoloboides reyndersi Adnet, 2006

Orectolobidé .
- Pristiophorus lacipidinensis Adnet, 2006

Pristiophoridé .
- Raja marandati Adnet, 2006

Rajidé .
- Raja michauxi Adnet, 2006

Rajidé .
- ?Rhinobatos auribatensis Adnet, 2006[16].
- Apristurus sereti Adnet, 2006

Scyliorhinidé .
- Foumtizia poudenxae Adnet, 2006

Scyliorhinidé .
- Pararhincodon germaini Adnet, 2006

Scyliorhinidé .
- Platyrhizoscyllium jaegeri Adnet, 2006

Scyliorhinidé .
- Scyliorhinus trifolius Adnet, 2006

Scyliorhinidé .
- Deania angoumeensis Adnet, 2006

Squalidé .
- Squaliolus gasconensis Adnet, 2006

Squalidé .
- Torpedo acarinata Adnet, 2006

Torpédinidé .
- Torpedo pessanti Adnet, 2006

Torpedinidé .
- Triakis chalossensis Adnet, 2006

Triakidé .
- Xystrogaleus cappettai Adnet, 2006

Triakidé .

## 2007

### Espèces vivantes décrites en 2007
- Atelomycterus marnkalha Jacobsen et Bennett, 2007

Scyliorhinidé découvert en Australie.
- Cirrhigaleus australis White, Last et Stevens, 2007

Squalidé découvert dans le sud-ouest du Pacifique.
- Squalus chloroculus Last, White et Motomura, 2007

Squalidé découvert en Australie.
- Squalus crassispinus Last, Edmunds et Yearsley, 2007

Squalidé.
- Squalus nasutus Last, Marshall et White, 2007
- Electrolux addisoni Compagno et Heemstra, 2007

Raie électrique (Narkidés) découverte en Afrique du sud en 1984 (photographies). L'épithète spécifique est dédiée à Marc Addison, qui a collecté l'holotype .
- Zearaja maugeana Last et Gledhill, 2007

Rajidé découvert en Tasmanie (Australie) .
- Apogon seminigracaudus Greenfield, 2007

Apogonidé.
- Apteronotus galvisi Ng, 2007

Aptéronotidé découvert en Colombie. L'épithète spécifique est dédiée à l'ichthyologiste colombien German Galvis.
- Grammonus yunokawai Nielsen,2007

Bythitidé découvert dans les îles Ryukyu (Japon).
- Pseudoscopelus bothrorrhinos Melo, Walker & Klepadlo, 2007

Chiasmodontidé
- Pseudoscopelus lavenbergi Melo, Walker & Klepadlo, 2007

Chiasmodontidé
- Pangio elongata Britz et Maclaine, 2007

Cobitidé.
- Pangio lumbriciformis Britz et Maclaine, 2007

Cobitidé.
- Pangio signicauda Britz et Maclaine, 2007

Cobitidé.
- Alburnus demiri Ozulug & Freyhof, 2007

Cyprinidé découvert en Turquie.
- Alburnus leobergi Freyhof et Kottelat, 2007

Cyprinidé découvert dans le bassin de la mer d'Azov. L'épithète spécifique honore l'ichthyologue russe Leo S. Berg.
- Alburnus sarmaticus Freyhof et Kottelat, 2007

Cyprinidé découvert dans le Danube
- Alburnus vistonicus Freyhof et Kottelat, 2007

Cyprinidé découvert dans l'est de la Grèce.
- Balantiocheilos ambusticauda Ng et Kottelat, 2007

Cyprinidé découvert dans la péninsule indochinoise.
- Celestichthys margaritatus Roberts, 2007

Cyprinidé.
- Chondrostoma olisiponensis Gante, Santos et Alves, 2007

Découvert dans le bassin du Tage au Portugal.
- Cyclocheilichthys schoppeae Cervancia et Kottelat, 2007

Cyprinidé découvert dans les îles Palawan.
- Labeo meroensis Moritz, 2007

Cyprinidé découvert dans le Nil.
- Phoxinus bigerri Kottelat, 2007

Cyprinidé décrit de France (bassin de l'Adour) et d'Espagne
- Phoxinus septimaniae Kottelat, 2007

Cyprinidé décrit du Languedoc (France)
- Phoxinus strymonicus Kottelat, 2007

Cyprinidé décrit du bassin du Strymon (Grèce)
- Pseudophoxinus alii Küçük, 2007

Cyprinidé découvert dans les rivières Aksu, Ilica et Kômürcüler, en Turquie.
- Puntius ater Linthoingambi et Vishwanath, 2007

Cyprinidé découvert en Inde.
- Puntius khugae Linthoingambi et Vishwanath, 2007

Cyprinidé découvert en Inde.
- Squalius castellanus Doadrio, Perea et Alonso, 2007

Cyprinidé découvert en Espagne.
- Squalius laietanus Doadrio, Kottelat et de Sostoa, 2007

Cyprinidé découvert en Espagne et dans les bassins du Tech et de l'Agly en France.
- Aphanius almiriensis Kottelat, Barbieri et Stoumboudi, 2007

Cyprinodontidé découvert en Grèce.
- Hypseleotris barrawayi Larson, 2007

Éléotridé découvert en 1988 en Australie.
- Proterorhinus tataricus Freyhof & Naseka, 2007

Gobiidé découvert en Crimée (Ukraine).
- Iniistius griffithsi Randall, 2007

Labridé découvert à l'île Maurice.
- Wetmorella tanakai Randall et Kuiter, 2007

Labridé découvert en Indonésie et aux Philippines.
- Careproctus crozetensis Duhamel & King, 2007

Liparidé. L'épithète spécifique rappelle l'île Crozet, dans les parages de laquelle s'est faite la découverte.
- Careproctus discoveryae Duhamel & King, 2007

Liparidé. L'épithète spécifique se réfère au nom du bateau de l'expédition qui a fait la découverte.
- Paraliparis wolffi Duhamel & King, 2007

Liparidé. L'épithète spécifique honore le Pr. George Wolff, de l'Université de Liverpool  .
- Lutjanus alexandrei Moura et Lindeman, 2007

Espèce de lutjan découverte au Brésil.
- Rogadius mcgroutheri Imamura, 2007

Pinguipédidé découvert en Australie et Nouvelle-Calédonie.
- Dactylanthias baccheti Randall, 2007

Serranidé découvert aux Tuamotu (Polynésie française) .
- Merodoras nheco Higuchi, Birindelli, Sousa et Brtski, 2007

Silure doradidé découvert au Brésil.
- Pseudoplatystoma magdaleniatum, 2007

Silure pimélodidé découvert en Amérique du sud.
- Pseudoplatystoma metaense, 2007

Silure pimélodidé découvert en Amérique du sud.
- Pseudoplatystoma orinocoense, 2007

Silure pimélodidé découvert en Amérique du sud.
- Stiphodon kalfatak Keith, Marquet et Watson, 2007

Gobiidé découvert au Vanuatu.
- Fundulopanchax kamdemi Akum, Sonnenberg, van der Zee et Wildekamp, 2007

Nothobranchiidé découvert au Cameroun.
- Luthulenchelys heemstraorum McCosker, 2007

Ophichthidé découvert en Afrique.
- Thymallus tugarinae Knizhin, Antonov, Saffronov et Weiss, 2007

Salmonidé.
- Scarus maculipinna Westneat et al., 2007

Scaridé découvert dans l'océan Indien.
- Scorpaena pepo Motomura, Poss et Shao, 2007

Scorpaenidé découvert à Taïwan.
- Dentex abei Iwatsuki et al., 2007

Sparidé.
- Trichomycterus megantoni Fernández et Chiquihuamaní, 2007

Trichomyctéridé découvert au Pérou.
- Pachycara cousinsi Møller & King, 2007

Zoarcidé. L'épithète spécifique est dédiée au physicien Michael Cousins, fiancé de Nicola King, un des auteurs de la description de l'espèce  .
- Pachycara priedei Møller & King, 2007

Zoarcidé. L'épithète spécifique honore le Pr. Monty Priede.

### Espèces fossiles
- Abdounia belselensis Mollen, 2007

Carcharhinidé découvert dans l'Oligocène de Belgique.
- Dapalis preacursor Gaudant, 2007

Serranidé découvert dans le Lutétien du Bassin parisien (France).

## 2008

### Espèces vivantes décrites en 2008

#### Anacanthobatidés
- Sinobatis bulbicauda Last & Séret, 2008

Découvert en Australie et Indonésie.
- Sinobatis filicauda Last & Séret, 2008

Découvert en Australie

#### Apogonidés
- Nectamia ignitops Fraser, 2008[44].
- Nectamia luxuria Fraser, 2008[44].
- Nectamia similis Fraser, 2008[44].
- Nectamia viria Fraser, 2008[44].

#### Ariidés
- Cathorops belizensis, 2008
- Cathorops iguchii, 2008
- Cathorops kailolae, 2008

#### Bagridés
- Nanobagrus immaculatus, 2008
- Pseudomystus heokhuii Lim & Ng, 2008

Découvert à Sumatra (Indonésie) .

#### Balitoridés
- Oreonectes microphthalmus Du, Chen & Yang, 2008

Découvert en Chine.
- Oreonectes polystigmus Du, Chen & Yang, 2008

Découvert en Chine.
- Triplophysa lixianensis He, Song & Zhang, 2008

Découvert en Chine.

#### Centrophoridae
- Centrophorus zeehaani White, Ebert et Compagno, 2008

Découvert en Australie.+ sp

#### Characidés
- Hemigrammus parana Marinho & al., 2008

Découvert au Brésil.
- Hyphessobrycon diancistrus Benine & Lopes, 2008

Découvert au Venezuela.
- Hyphessobrycon rutiliflavidus Carvalho & al., 2008

Découvert au Brésil.

#### Chiasmodontidés
- Chiasmodon lavenbergi, 2008
- Kali colubrina Melo, 2008[50].
- Kali falx Melo, 2008[50]

#### Cichlidae
- Amphilophus astorquii, 2008
- Amphilophus chancho, 2008
- Amphilophus flaveolus, 2008
- Benthochromis horii, 2008

Découvert dans le lac Tanganyika

#### Cobitidés
- Cobitis jadovaensis Mustafic, Marcic, Duplic, Mrakovcic, Caleta, Zanella, Buj, Podnar & Dolenec, 2008

Découvert en Croatie.
- Protocobitis polylepis Zhu, Lü, Yang & Zhang, 2008

Découvert en milieu souterrain dans le Guangxi (Chine) .

#### Cyprinidés
- Discogobio antethoracalis Zheng & Zhou, 2008

Découvert en Chine.
- Discogobio poneventralis Zheng & Zhou, 2008

Découvert en Chine
- Discogobio propeanalis Zheng & Zhou, 2008

Découvert en Chine
- Garra findolabium Li, Zhou &Fu, 2008

Découvert en Chine.
- Hongshuia banmo Zhang, Qiang & Lan, 2008

Découvert en Chine
- Hongshuia paoli Zhang, Qiang & Lan, 2008

Découvert en Chine.
- Luciobarbus kottelati Turan, F. Güler Ekmekçi, Ilhan & Engin, 2008

Découvert en Turquie.
- Puntius erythromycter Kullander, 2008
- Puntius macrogramma Kullander, 2008
- Puntius nankyweensis Kullander, 2008
- Puntius pugio Kullander, 2008
- Puntius thelys Kullander, 2008

#### Gobiésocidés
- Discotrema monogrammum Craig & Randall, 2008

#### Gobiidés
- Gorogobius stevcici Kovačic & Schliewen, 2008

Découvert aux îles Sao Tomé.
- Vanderhorstia steeli Randall & Munday, 2008

Découvert dans les îles de la Société.

#### Heptapteridae
- Rhamdella cainguae, 2008

#### Liparidés
- Careproctus kidoi, 2008
- Genioliparis kafavovi, 2008
- Pseudoliparis amblystomopsis, 2008 à 7 700 mètres de profondeur (Fosse des Mariannes)[58]

#### Loricariidés
- Neoplecostomus corumba Zawadzki, Pavanelli & Langeant, 2008

Découvert au Brésil.
- Neoplecostomus selenae Zawadzki, Pavanelli & Langeant, 2008

Découvert au Brésil.
- Neoplecostomus yapo Zawadzki, Pavanelli & Langeant, 2008

Découvert au Brésil.
- Pseudancistrus reus Armbruster & Taphorn, 2008

Découvert au Venezuela.

#### Muraenidés
- Gymnothorax baranesi Smith, Brokovich & Einbinder, 2008

Découvert dans la mer Rouge.

#### Myxinidés
- Eptatretus lopheliae, 2008

#### Nandidés
- Nandus andrewi Ng & Jaafar, 2008

Découvert en Inde.

#### Orectolobidés
- Orectolobus floridus Last & Chidlow, 2008

Découvert en Australie.
- Orectolobus parvimaculatus Last & Chidlow, 2008

Découvert en Australie.

#### Percidés
- Crystallaria cincotta Welsh & Wood, 2008

Découvert en Virginie occidentale (États-Unis) .

#### Pomacentridés
- Chromis abyssus Pyle, Earle & Greene, 2008

Découvert dans l'archipel des Palaos.

#### Potamotrygonidae
- Potamotrygon boesemani, 2008

Découvert au Surinam.

#### Rivulidés
- Leptolebias itanhaensis, 2008

Découvert au Brésil
- Rivulus planaltinus, 2008

Découvert au Brésil

#### Scyliorhinidés
- Asymbolus galacticus Séret & Last, 2008

Découvert en Nouvelle-Calédonie .
- Galeus priapus Séret & Last, 2008

Découvert en Nouvelle-Calédonie .

#### Scorpaenidae
- Scorpaena brevispina, 2008

#### Squatinidés
- Squatina albipunctata Last & Whitr, 2008

Découvert en Indonésie.
- Squatina legnota Last & Whitr, 2008

Découvert en Indonésie.
- Squatina pseudocellata Last & Whitr, 2008

Découvert en Indonésie.

#### Trichomyctéridés
- Ituglanis mambai, 2008

Découvert au Brésil.
- Trichomycterus igobi, 2008

Découvert dans l'Iguaçu.